# Sinocorophium monospinum
Sinocorophium monospinum is een vlokreeftensoort uit de familie van de Corophiidae. De wetenschappelijke naam van de soort is voor het eerst geldig gepubliceerd in 1955 door Shen.